# Skara Brae
Skara Brae var en boplads på Mainland på Orkney i oldtiden. I dag er de velbevarede rester af bopladsen udgravet og åbne for offentligheden. Det menes at de ældste dele af bopladsen er ca. 5000 år gamle, dvs. ældre end Stonehenge i England og pyramiderne i Ægypten.
Bopladsen har antagelig været beboet omkring ca. 3100 f.Kr. og 2500 f.Kr. i yngre stenalder.
Komplekset består af seks huse, der er forbundet med korridorer.
Skara Brae er betegnet som den ældste og bedst bevarede forhistoriske beboelse i Nordeuropa.
Tykke vægge og møbler af sten er bevaret, og fund af potter og ben samt spor af rød maling er gjort. 
Beboerne synes at have holdt kvæg og får og også spist fisk, planter og vildt.
Det største af de rektangulære huse måler 6,4 gange 6,1 meter og væggene har en højde på op til 2,4 meter. 
Ruinerne har ikke tag, men det kan have været af drivtømmer eller hvalknogler.
Der findes også toilet.
Resterne af bopladsen, højen Maes Howe og to ceremonielle stencirkler er med på UNESCO's Verdensarvsliste fra 1999.
Efter at Skara Brae havde været dækket af sand i mere end 4000 år, blev stedet opdaget i 1850 efter en storm.